# Hillsdale, New South Wales
Hillsdale este o suburbie în Sydney, Australia.